# Kiddycar
Kiddycar è una band indie-pop italiana, attiva già dal 1998, scioltasi nel 2000 e riformatasi nel 2005.
Il sound dei Kiddycar, definito dalla rivista Blow Up "post-glitch-pop", è frutto di una miscela di elementi elettronici, elettrici e acustici; il tutto fortemente caratterizzato dalla voce sussurrata di Valentina Cidda. Nel 2009 pubblicano l'album Sunlit Silence su etichetta Rai Trade e partecipano al progetto liveCAST prodotto dal quotidiano online indie-eye presentando in anteprima i brani dell'album in versione live grazie ai video diretti da Michele Faggi e diffusi in un tour virtuale su portali come Mtv.it, Yahoo Musica, Nstreet, MusicZone 
Componenti: Valentina Cidda (Voce, tastiere), Simon Chiappelli (trombone), Stefano Santoni (Chitarre, programmazioni, voce, piano, theremin)
Produzione artistica: Stefano Santoni

## Discografia
- Small things (EP) 2007 - Etichetta: Minuta records; Distribuzione: digitale
- Forget about (CD) 2007 - Etichetta: Seahorse recordings; Distribuzione: Goodfellas (IT)
- Silber Sounds of Halloween (Compilation) 2007 - Etichetta: Silber Records (USA)
- Forget about (CD) 2008 (Edizione Giapponese) - Etichetta: Xtal Recordings (J)
- How this wor resounds (realizzato insieme a Christian Rainer) (Vinile) 2008 - Etichetta: Fridge records; Distribuzione: Goodfellas (IT)
- Tributo a Fabrizio De André (Compilation) 2009 - Etichetta: Rai Trade; Distribuzione: digitale
- Sunlit silence (CD) 2009 - Etichetta: Rai Trade; Distribuzione: Edel (IT)